# Мультреаліті (серіал)
«Мультреаліті» (англ. Drawn Together — гра слів: «намальовані разом» або «зібрані разом») — мультсеріал, створений в 2004 році Дейвом Джесером (Dave Jeser) і Меттом Сільверштейном (Matt Silverstein) для американського телеканалу Comedy Central. За задумом творців, серіал є пародією на реаліті-шоу, в якому головними персонажами (співмешканцями одного будинку, обставлений прихованими камерами) є мультиплікаційні персонажі різних епох і жанрів.
Вісім головних героїв є не тільки пародіями на відомих вигаданих персонажів з поп-культури, але паралельно ще й пародіями на стереотипних учасників американських реаліті-шоу. Вони живуть в одному будинку, беручи участь у вигаданому реаліті-шоу, яке так і називається — «Drawn Together». Ця назва є каламбуром: англійське словосполучення «drawn together» дійсно існує і перекладається як «зібрані разом» або «зведені разом»; в той же час друге і більш відоме значення дієслова draw — «малювати» — дає ще один варіант перекладу: «намальовані разом», що є відсиланням до природи персонажів і самого серіалу.
Серіал містить безліч елементів їдкої сатири, сарказму і навіть гротеску. Висміюються різні теми американської дійсності: гомофобія, расова дискримінація, стереотипне мислення, політкоректність і навмисна політкоректність і багато іншого. У серіалі нерідко буденні речі доводяться до повного абсурду: відкрито виражається расизм (у вигляді неприязні до афроамериканців або до євреїв), висміюються абсурдні, стереотипні прояви гомосексуальності (втім, так само як і гомофобії) в знущальних формах («блакитне» майбутнє, гей-вечірка і т. д.) і присутній туалетний гумор.
Окремою родзинкою серіалу є втілення в усіх восьми героїв восьми різних типів людей, які можна зустріти в житті, від грубого Свина Вонючки до доброго і чуйного Хріногубки.

## Сезони
Перший сезон вийшов на Comedy Central 27 жовтня 2004. Він включав 8 серій, з яких спочатку було показано 7. Пропущена 6-та серія «Terms of Endearment» була пізніше показана в складі другого сезону.
Другий сезон вийшов 19 жовтня 2005 і включав 14 серій (з урахуванням пропущеної серії першого сезону — 15).
Показ третього сезону розпочався 5 жовтня 2006, але через його неповну готовність були показані тільки 7 серій з 14. Показ було відновлено в жовтні 2007.
20 березня 2008 стало відомо, що показ серіалу скасовано.
У 2010 році було випущено повнометражний мультфільм The Drawn Together Movie: The Movie!.
На українському телебаченні мультсеріал Drawn Together показував телеканал Куй-ТБ протягом 2008—2009 років російською мовою.

## Персонажі

### Ксандер
Ксандер (англ. Xandir) — персонаж комп'ютерної гри «Легенда про Ксандера» (The Legend of Xandir). Це призводить до деяких особливостей: його практично неможливо вбити через велику кількість життів (після смерті він зникає і з'являється знову, цілий і неушкоджений), хоча Лінг-Лінг в одному з епізодів вдалося це зробити протягом однієї серії, в той час як решта учасників шоу були п'яні. Крім того, їм може керувати будь-хто, хто знайде книгу з чит-кодами від гри, і цим один раз скористалася Тутсі. Також він залежний від бонусів (в серії Gay Bash він засунув руку під бюстгальтер Тутсі тільки щоб взяти бонус, після чого він отримав можливість стрибати з переворотом). Бореться мечем, який є фалічним символом.
З перших же днів участі в шоу гомосексуальність Ксандера стала очевидною для всіх, крім нього самого. Спочатку він повторював, що виконує нескінченний квест по порятунку своєї дівчини, яку постійно викрадав злий лорд Слештаб (пародія на Венгера з гри Dungeons & Dragons) без будь-якої на те причини. Зрештою Ксандер привик до своєї орієнтації і розповів про все дівчині. Та сприйняла цю новину вкрай негативно і веліла Ксандра більше не намагатися її врятувати, хоча їй загрожувала небезпека в цей момент. Найімовірніше, вона загинула невдовзі після цієї розмови. Ксандер незабаром знайшов собі нову любов — джина з лампи. Будучи насправді гомосексуалом, Ксандер упокорюється з цим досить швидко, а пізніше в серії A Very Special Drawn Together Afterschool Special навіть наполягає перед іншими мешканцями будинку, доводячи і показуючи, що він гомосексуал. А в епізоді Xandir And Tim Sitting In A Tree Ксандер вже відкрито говорить, що «дуже-дуже багато раз займався сексом з чоловіками».
Він часто буває стривожений і здивований дивною і нелогічною поведінкою мешканців будинку, особливо поведінкою Супергероя. Коли до Ксандера звертаються за порадою, то він, як правило, мислить цілком логічно і раціонально, даючи хорошу пораду, але мешканці будинку далеко не завжди прислухаються до порад Ксандера або роблять все неправильно (наприклад, в серії Requiem for a Reality Show Тутсі неправильно сприймає пораду Ксандера і замість того, щоб просто схуднути, захворює на булімію, яка дуже швидко призводить до кахексії). У той же час гомосексуальність Ксандера з часом набуває все більш помітні риси, йому притаманна жіночеподібна поведінка (захоплення шиттям, любов до рожевого кольору, косметичні маски). Незважаючи на своє безсмертя, свою зброю і відносно бойовий вид, Ксандер вельми нешкідливий і навіть беззахисний. Зокрема в серії The Only Wherein There Is A Big Twist Ксандер був настільки необережний, що дав Клубничній солодощі вихопити у нього з рук меч, а раніше в тій же серії замість того, щоб показати Скорпіону з Mortal Combat бійцівський прийом, показує йому лише рух «захоплення стегнами», одночасно рукою здійснюючи дію, що явно змахує на онанізм.
У той же час Ксандер вкрай слабкий духовно, в якихось складних ситуаціях він втрачається (в серії Lost in Parking Space на нього найшло заціпеніння), в серії The One Wherein There Is a Big Twist він відверто розгубився, коли йому запропонували бути диспетчером, своїй дівчині він на початку дзвонив не один раз, проте жодного разу не займався її порятунком насправді. У серії «Spelling Applebee's» після виконання завдання Супергероя в дусі найманого вбивці, Ксандрер зауважує, що спізнюється на конкурс правопису. Всі його подальші дії зводяться до голосінь і недолугої біганині.
Прообраз — Лінк із серії ігор «The Legend of Zelda». Прототипом для його дівчини послужила принцеса Зельда (Zelda) з тієї ж гри. Хоча Лінк і Зельда належать до раси хіліанців, назва раси Ксандера невідома. Можна лише припустити, що вона ельфійська. Однак в одній із серій другого сезону видно що ноги (а саме ступні) у нього волохаті, що наводить на думки що він хоббіт. Також будинок його батьків, що нагадує хоббітову нору. Російський дубляж — Олексій Єлістратов.

### Лінг-Лінг
Лінг-Лінг (англ. Ling-Ling) — Азійський бойової монстр (точна національність невідома, але деякі моменти відповідають шаблонно-стереотипному уявленню американців про Японію та Китай), який бере участь в шоу, як зізнається сам, з двома цілями — битися і втягувати дітей в епілептичні припадки (через мерехтливий фон). Він вміє літати, кидатися енергетичними кулями, стріляти лазерними променями з очей і надавати своєму хвосту найрізноманітніші, не завжди пристойні форми. Як з'ясовується в третьому сезоні, Лінг-Лінг всього три роки, але в роках азійських бойових монстрів йому вже 21. Представники його виду коли засмучуються виділяють галюциноген.
Лінг-Лінг говорить нерозбірливою псевдояпонською мовою з субтитрами ламаною англійською, відомому як «інгріш». Також він погано вимовляє звук «л», постійно замінюючи його звуком «р», тому що в японській мові немає звуку «л». Однак в серії «Забійні ліки», в сцені, де він готується йти в нічний клуб, Лінг-Лінг показує друзям свій новий шампунь «Prell». Читаючи назву, він змінює в ньому букви і вимовляє його як «Plerr». Це відсилання до того, що, незважаючи на відсутність в японській мові букви «л», вимовляти її типовий носій мови може, хоч і з можливими труднощами, але при цьому в офіційних документах і зверненнях заміна все одно відбувається. В результаті іншим персонажам доводиться дивитися на субтитри, щоб зрозуміти його, і коли субтитри закриваються чимось іншим (наприклад, анонсами інших передач каналу Comedy Central), вони часом неправильно тлумачать його слова.
Як це не дивно, батько Лінг-Линга говорить на нормальній англійській мові і, як і всі інші, розуміє його по субтитрами.
Як і всі азійці в світі Drawn Together, Лінг-Лінг сприймає світ не так, як представники західних, європейських національностей. Так, він бачить всіх оточуючих як персонажів аніме і в принципі не здатний водити машину (він бачить замість дороги безперервний потік машин). Різниця в сприйнятті, як пізніше з'ясував Хрєногубка, визначається виключно шириною очей. Але завдяки своєму азійському світосприйняттям Лінг-Лінг (на відміну від представників європейських національностей в світі Drawn Together) зовсім ледачий і відмінно розбирається в математиці (а також в тестах на будь-яку тему). Крім усього іншого Лінг-Лінг симпатизує і навіть намагається дотримуватися кодекс самураїв Бусідо (в серії, де Тутсі намагалася завагітніти він розпоров собі живіт мечем в знак протесту).
Лінг-Лінг також пристойний монстр і використовує в житті виключно метафори (секс постійно іменується боєм або битвою), сам по собі вкрай працьовитий (в серії Gay Bash він зшив кросівок стільки ж, скільки і фабрика на якій працювали в'єтнамці), володіє різними навичками (ідеально знає математику і здає будь-які випробування, пере речі, миє посуд, відкриває стриптиз-клуб і робить багато інших речей), але в той же час часто третується мешканцями будинку (на ньому Хрєногубка ставив експерименти з клонуванням, в серії Lost in Parking Space учасники навіть з'їдають його).
Прообраз — покемон Пікачу. Батько Лінг-Лінга, що з'являється в декількох епізодах, нагадує Райчу.